# USS Niblack (DD-424)
Эскадренный миноносец «Ниблэк» (англ. USS Niblack (DD-424)) — американский эсминец типа Gleaves.
Заложен на верфи Bath Iron Works, Bath Me 8 августа 1938 года. Заводской номер: 178. Спущен 18 мая 1940 года, вступил в строй 1 августа 1940 года. Выведен в резерв в июне 1946 года. Из ВМС США исключён 31 июля 1968 года. С 1968 по 1973 годы использовался для опытовых целей в сухом доке.
Продан 16 августа 1973 года фирме «Union Minerals and Alloys Corp.», Нью-Йорк и разобран на слом.

## Конструкция
Проектное стандартное водоизмещение составляло 1630 дл. тонн, нормальное — 1817 , полное 2060, но эсминец был перегружен и для сохранения остойчивости имел 42 т балласт. Фактическое стандартное, нормальное и полное составляли 1839, 2198 и 2395 дл. тонн соответственно.

### Архитектурный облик
Чуть больше четверти корпуса занимал полубак, слегка поднимавшийся к форштевню.

### Энергетическая установка

#### Главная энергетическая установка
Четыре котла Babcock & Wilcox. Размещение ГЭУ — эшелонное.
Масса силовой установки: 699 дл. тонн.
Рабочее давление пара — 42,4 кгс/см² (41,8 атм.), температура — 441 °C.

#### Дальность плавания и скорость хода
Проектная мощность составляла 50 000 л. с., что должно было обеспечить скорость хода (при водоизмещении 2030 дл. тонн) в 35 узлов.
На испытаниях эсминец развил скорость 36,5 узла при мощности 50 200 л. с., которая на 200 л. с. превзошла заявленную в спецификации, водоизмещение при этом составило 2220 дл. тонн.
Запас топлива хранился в топливных танках, вмещавших 453 дл. т мазута, что обеспечивало дальность плавания 5250 миль 15-узловым ходом или 3630 миль 20-узловым ходом.

### Вооружение
ГК состоял из пяти универсальных 127 мм/38 орудий, оснащенных системой управления огнём Марк 37. Орудия обладали скорострельностью 12 — 20 выстрелов в минуту.

#### Зенитное вооружение
Зенитное вооружение составляли шесть одиночных 12,7-мм пулемётов.

#### Торпедное вооружение
Торпедное вооружение включало в себя два 533-мм пятитрубных торпедных аппарата, управляемых с помощью директора Марк 27.

#### Противолодочное вооружение
Противолодочное вооружение состояло из гидролокатора, двух бомбосбрасывателей, 10 глубинных бомб.